# 日本貨物鉄道関東支社
日本貨物鉄道関東支社（にほんかもつてつどうかんとうししゃ）とは、日本貨物鉄道（JR貨物）の支社の一つ。
2010年3月29日に東京都品川区東五反田1丁目11-15 電波ビル5階へ移転。
国鉄時代の東京南・東京西・東京北・高崎・水戸・千葉・長野・新潟の8ヶ所の鉄道管理局における貨物部門の流れを汲み、東日本旅客鉄道（JR東日本）のうち首都圏本部と横浜・八王子・大宮・高崎・水戸・千葉・長野・新潟の8支社のエリア内における鉄道貨物輸送を管轄する。

## 支店・営業所所在地
- 支店
  - 新潟支店 - 新潟県新潟市中央区花園1丁目1-1
  - 北関東支店 - 埼玉県新座市大和田2丁目1-9（新座貨物ターミナル駅構内）
  - 北東京支店 - 東京都荒川区南千住4丁目1-1（隅田川駅構内）
  - 南東京支店 - 東京都品川区八潮3丁目3-22（東京貨物ターミナル駅構内）
- 営業所
  - 長岡営業所（新潟支店管轄） - 新潟県長岡市宮内8丁目11-1（南長岡駅構内）
  - 宇都宮営業所（北関東支店管轄） - 栃木県河内郡上三川町大字多功字上の源2970（宇都宮貨物ターミナル駅構内）
  - 高崎営業所（北関東支店管轄） - 群馬県高崎市栄町6-26
  - 熊谷営業所（北関東支店管轄） - 埼玉県熊谷市久保島字宮田1080（熊谷貨物ターミナル駅構内）
  - 越谷営業所（北関東支店管轄） - 埼玉県越谷市南越谷2-10（越谷貨物ターミナル駅構内）
  - 水戸営業所（北東京支店管轄） - 茨城県水戸市三の丸1丁目4-47
  - 土浦営業所（北東京支店管轄） - 茨城県土浦市有明町2-42（土浦駅構内）
  - 千葉営業所（北東京支店管轄） - 千葉県千葉市中央区浜野町1216（千葉貨物駅構内）
  - 神奈川営業所（南東京支店管轄） - 神奈川県横浜市神奈川区羽沢町83-1（横浜羽沢駅構内）
  - 長野営業所（南東京支店管轄） - 長野県長野市栗田源田窪992-6
  - 松本営業所（南東京支店管轄） - 長野県松本市出川町1-2（南松本駅構内）

## 管轄路線

### 第一種鉄道事業路線
| 線名   | 区間                      | 営業キロ | 備考                          |
| ------ | ------------------------- | -------- | ----------------------------- |
| 羽越線 | 酒田駅 - 酒田港駅         | 2.7km    |                               |
| 信越線 | 上沼垂信号場 - 東新潟港駅 | 3.8km    | 焼島駅 - 東新潟港駅間は休止中 |

### 第二種鉄道事業路線
| 線名               | 区間                                | 営業キロ | 第一種鉄道事業者   | 備考                             |
| ------------------ | ----------------------------------- | -------- | ------------------ | -------------------------------- |
| 伊東線             | 熱海駅 - 伊東駅                     | 16.9km   | 東日本旅客鉄道     | 甲種輸送のみ                     |
| 羽越線             | 新津駅 - 本楯駅                     | 177.3km  | 東日本旅客鉄道     |                                  |
| 青梅線             | 立川駅 - 拝島駅                     | 6.9km    | 東日本旅客鉄道     | 臨時貨物列車のみ運行             |
| 鹿島線             | 香取駅 - 鹿島サッカースタジアム駅   | 17.4km   | 東日本旅客鉄道     |                                  |
| 京葉線             | 蘇我駅 - （千葉貨物ターミナル駅）   | 6.3km    | 東日本旅客鉄道     |                                  |
| 京葉線             | （千葉貨物ターミナル駅） - 西船橋駅 | 16.1km   | 東日本旅客鉄道     |                                  |
| 相模線             | 茅ケ崎駅 - 厚木駅                   | 14.2km   | 東日本旅客鉄道     | 甲種輸送のみ                     |
| 篠ノ井線           | 篠ノ井駅 - 塩尻駅                   | 66.7km   | 東日本旅客鉄道     |                                  |
| 上越線             | 高崎駅 - 宮内駅                     | 162.6km  | 東日本旅客鉄道     |                                  |
| 常磐線             | 三河島駅 - 坂元駅                   | 319.9km  | 東日本旅客鉄道     | 定期貨物列車は泉駅までの運行     |
| 常磐線             | 三河島駅 - 隅田川駅 - 南千住駅      | 5.7km    | 東日本旅客鉄道     | 通称：隅田川貨物線               |
| 常磐線             | 三河島駅 - 田端駅                   | 1.6km    | 東日本旅客鉄道     | 通称：田端貨物線                 |
| 信越線             | 高崎駅 - 安中駅                     | 10.6km   | 東日本旅客鉄道     |                                  |
| 信越線             | 篠ノ井駅 - 長野駅                   | 9.3km    | 東日本旅客鉄道     |                                  |
| 信越線             | 直江津駅 - 上沼垂信号場             | 134.4km  | 東日本旅客鉄道     |                                  |
| 信越線             | 越後石山駅 - 新潟貨物ターミナル駅   | 2.4km    | 東日本旅客鉄道     |                                  |
| 総武線             | 新小岩信号場駅 - 佐倉駅             | 44.8km   | 東日本旅客鉄道     |                                  |
| 総武線             | 新小岩信号場駅 - 越中島貨物駅       | 9.4km    | 東日本旅客鉄道     | 通称：越中島支線                 |
| 総武線             | 新小岩信号場駅 - 金町駅             | 6.6km    | 東日本旅客鉄道     | 通称：新金線                     |
| 外房線             | 千葉駅 - 蘇我駅                     | 3.8km    | 東日本旅客鉄道     |                                  |
| 高崎線             | 大宮駅 - 高崎駅                     | 74.7km   | 東日本旅客鉄道     |                                  |
| 中央線             | 新宿駅 - 塩尻駅                     | 211.8km  | 東日本旅客鉄道     |                                  |
| 中央線             | 岡谷駅 - 辰野駅 - 塩尻駅            | 27.7km   | 東日本旅客鉄道     |                                  |
| 鶴見線             | 浅野駅 - 扇町駅                     | 4.0km    | 東日本旅客鉄道     |                                  |
| 鶴見線             | 浅野駅 - 新芝浦駅                   | 0.9km    | 東日本旅客鉄道     | 臨時貨物列車のみ運行             |
| 鶴見線             | 武蔵白石駅 - 大川駅                 | 1.0km    | 東日本旅客鉄道     | 定期貨物列車の運行なし           |
| 東海道線           | 品川駅 - 熱海駅                     | 97.8km   | 東日本旅客鉄道     |                                  |
| 東海道線           | 品川駅 - 新鶴見信号場               | 13.9km   | 東日本旅客鉄道     | 通称：品鶴線                     |
| 東海道線           | 東京貨物ターミナル駅 - 浜川崎駅     | 12.9km   | 東日本旅客鉄道     | 通称：東海道貨物線               |
| 東海道線           | 鶴見駅 - 横浜羽沢駅 - 東戸塚駅      | 16.0km   | 東日本旅客鉄道     | 通称：東海道貨物線               |
| 東海道線           | 鶴見駅 - 八丁畷駅                   | 2.3km    | 東日本旅客鉄道     | 通称：東海道貨物線               |
| 東海道線           | 鶴見駅 - 東高島駅 - 桜木町駅        | 8.5km    | 東日本旅客鉄道     | 通称：高島線                     |
| 東北線             | 田端駅 - 白坂駅                     | 174.9km  | 東日本旅客鉄道     |                                  |
| 成田線             | 佐倉駅 - 香取駅                     | 43.6km   | 東日本旅客鉄道     |                                  |
| 南武線             | 尻手駅 - 立川駅                     | 33.8km   | 東日本旅客鉄道     |                                  |
| 南武線             | 尻手駅 - 浜川崎駅                   | 4.1km    | 東日本旅客鉄道     | 通称：浜川崎支線                 |
| 南武線             | 尻手駅 - 新鶴見信号場               | 1.5km    | 東日本旅客鉄道     | 通称：尻手短絡線                 |
| 根岸線             | 桜木町駅 - 大船駅                   | 20.1km   | 東日本旅客鉄道     |                                  |
| 白新線             | 上沼垂信号場 - 新発田駅             | 25.4km   | 東日本旅客鉄道     |                                  |
| 磐越西線           | 喜多方駅 - 新津駅                   | 94.4km   | 東日本旅客鉄道     | 甲種輸送のみ                     |
| 水戸線             | 小山駅 - 友部駅                     | 50.2km   | 東日本旅客鉄道     | 甲種輸送のみ                     |
| 武蔵野線           | 鶴見駅 - 南流山駅                   | 84.2km   | 東日本旅客鉄道     |                                  |
| 武蔵野線           | 新小平駅 - 国立駅                   | 5.0km    | 東日本旅客鉄道     | 第一種鉄道事業者のキロ数設定なし |
| 武蔵野線           | 西浦和駅 - 与野駅                   | 4.9km    | 東日本旅客鉄道     |                                  |
| 武蔵野線           | 南流山駅 - 北小金駅                 | 2.9km    | 東日本旅客鉄道     | 第一種鉄道事業者のキロ数設定なし |
| 武蔵野線           | 南流山駅 - 馬橋駅                   | 3.7km    | 東日本旅客鉄道     | 第一種鉄道事業者のキロ数設定なし |
| 武蔵野線           | 南流山駅 - 西船橋駅                 | 16.4km   | 東日本旅客鉄道     |                                  |
| 山手線             | 品川駅 - 田端駅                     | 20.6km   | 東日本旅客鉄道     |                                  |
| 横須賀線           | 大船駅 - 逗子駅                     | 8.4km    | 東日本旅客鉄道     | 甲種輸送のみ                     |
| 横浜線             | 長津田駅 - 八王子駅                 | 24.7km   | 東日本旅客鉄道     | 甲種輸送のみ                     |
| 北しなの線         | 長野駅 - 妙高高原駅                 | 37.3km   | しなの鉄道         | 定期貨物列車は北長野駅までの運行 |
| しなの鉄道線       | 西上田駅 - 篠ノ井駅                 | 20.7km   | しなの鉄道         | 定期貨物列車は坂城駅までの運行   |
| 妙高はねうまライン | 妙高高原駅 - 直江津駅               | 37.7km   | えちごトキめき鉄道 | 定期貨物列車の運行なし           |

## 車両工場
- 大宮車両所
- 川崎車両所

## 車両基地
- 東新潟機関区（東新）
- 高崎機関区（髙）
- 大井機関区（大井/貨東タミキク）
- 新鶴見機関区（新）
  - 川崎派出
- 塩尻機関区篠ノ井派出（塩）

## 乗務員区所
- 東新潟機関区
  - 南長岡派出
- 高崎機関区
- 黒磯機関区
- 隅田川機関区
  - 水戸派出
- 千葉機関区
- 大井機関区
- 新鶴見機関区
- 塩尻機関区

## 保全センター・保全区
- 関東保全技術センター
- 東京メンテナンスステーション
- 新潟メンテナンスステーション
- 南松本メンテナンスステーション

## 管内の駅
2024年4月1日現在の駅一覧。この書体で*印が付く駅は、コンテナ貨物の取扱駅。
- 伊東線
  - 伊東駅
- 羽越線
  - 新発田駅・中条駅・羽前水沢駅・酒田港駅*
- 青梅線
  - 拝島駅
- 北しなの線
  - 北長野駅*
- 篠ノ井線
  - 村井駅・南松本駅*
- しなの鉄道線
  - 屋代駅・坂城駅・西上田駅
- 上越線
  - 八木原駅・渋川駅・五日町駅
- 常磐線
  - 隅田川駅*・綾瀬駅・金町駅・荒川沖駅・土浦駅*・神立駅・友部駅・内原駅・水戸駅・勝田駅・常陸多賀駅・日立駅*
- 信越線
  - 安中駅・川中島駅・長野駅・黒井駅*・柏崎駅・南長岡駅*・東三条駅・新津駅・焼島駅*・東新潟港駅
- 総武線
  - 越中島貨物駅・新小岩信号場駅
- 高崎線
  - 吹上駅・熊谷貨物ターミナル駅*・岡部駅・新町駅・倉賀野駅*・高崎駅
- 中央線
  - 中野駅・武蔵境駅・八王子駅・初狩駅・石和温泉駅・竜王駅*・辰野駅・塩尻駅
- 鶴見線
  - 扇町駅・大川駅・安善駅・新芝浦駅
- 東海道線
  - 品川駅・東京貨物ターミナル駅*・川崎貨物駅*・浜川崎駅・横浜羽沢駅*・相模貨物駅*・西湘貨物駅・鴨宮駅・小田原駅・東高島駅
- 東北線
  - 田端信号場駅・東鷲宮駅・小山駅・宇都宮貨物ターミナル駅*・宇都宮駅・宝積寺駅・矢板駅
- 根岸線
  - 根岸駅
- 白新線
  - 新潟貨物ターミナル駅*・新崎駅・黒山駅
- 水戸線
  - 川島駅・下館駅
- 妙高はねうまライン
  - 二本木駅・新井駅
- 武蔵野線
  - 梶ヶ谷貨物ターミナル駅*・新座貨物ターミナル駅*・越谷貨物ターミナル駅*
- 横須賀線
  - 逗子駅
- 横浜線
  - 長津田駅
- オフレールステーション (ORS)・新営業所
  - 矢板ORS・水戸ORS・柏崎ORS・中条ORS・八王子ORS・羽生ORS・岡谷新営業所
- コンテナ営業所
  - 板橋コンテナ営業所

### 廃駅
- 1989年（平成元年）4月1日廃止 - 足尾駅・足尾本山駅
- 1995年（平成7年）2月27日廃止 - 高島駅
- 1997年（平成9年）11月1日廃止 - 南橋本駅
- 1999年（平成11年）3月9日廃止 - 飯田町駅
- 1999年（平成11年）3月25日廃止 - 奥多摩駅
- 1999年（平成11年）3月31日廃止 - 信濃大町駅・新茂原駅・板橋駅
- 2000年（平成12年）4月1日廃止 - 千葉貨物ターミナル駅
- 2000年（平成12年）12月2日廃止 - 小名木川駅
- 2001年（平成14年）12月19日廃止 - 新前橋駅[1]
- 2002年（平成14年）4月1日廃止 - 田中駅
- 2003年（平成15年）4月1日廃止 - 鶴田駅
- 2004年（平成16年）4月1日廃止 - 小宮駅
- 2005年（平成17年）4月1日廃止 - 高麗川駅
- 2005年（平成17年）12月10日廃止 - 赤塚駅
- 2006年（平成18年）4月1日廃止 - 高萩駅・勿来駅・湯本駅・篠ノ井駅・直江津駅・五泉駅・砂越駅・真鶴駅
- 2006年（平成18年）5月1日廃止 - 田浦駅
- 2007年（平成19年）4月1日廃止 - 氏家駅
- 2010年（平成22年）3月25日廃止 - 沼垂駅
- 2010年（平成22年）4月1日廃止 - 新興駅[2]
- 2012年（平成24年）4月1日廃止 - 東三条オフレールステーション（東三条駅自体は存続）[3]
- 2014年（平成26年）7月1日廃止 - 北王子駅
- 2017年（平成29年）4月1日廃止 - 羽前水沢オフレールステーション（羽前水沢駅自体は存続）[4]